# STS-72
STS-72 e седемдесет и втората мисия на НАСА по програмата Спейс шатъл и десети полет на совалката Индевър. Основната задача на мисията е прибиране на японския изследователски спътник „SFU“ (от английски: Space Flyer UnitEuropean).

## Екипаж
| Пост                    | Астронавт                                  |
| ----------------------- | ------------------------------------------ |
| Командир                | Браян Дъфи трети космически полет          |
| Пилот                   | Брент Джет първи космически полет          |
| Специалист на мисията 1 | Лерой Чао втори космически полет           |
| Специалист на мисията 2 | Уинстън Скот първи космически полет        |
| Специалист на мисията 3 | Коичи Ваката (JAXA) първи космически полет |
| Специалист на мисията 4 | Даниел Бари първи космически полет         |

- Броят на полетите е преди и включително тази мисия.

## Полетът
На третия ден от 9-дневния си полет екипажа на совалката „Индевър“, с помощта на роботизираната ръка на совалката успешно „прибира“ в товарния отсек японският възвръщаем спътник „SFU“. Той е изстрелян от космодрума Танигашима с помощта на ракета-носител H-II на 18 март 1995 г. Масата му е 3577 кг, а роботизираната ръка е управлявана от японския астронавт Коичи Ваката.
По време на мисията е „пуснат“ в свободен полет и научноизследователския спътник SPARTAN-206 (от английски: The Shuttle Pointed Autonomous Research Tool for AstroNomy-204) или OAST-Flyer (от английски: Office of Aeronautics and Space Technology Flyer). На борда му се извършват експерименти за изследване на влиянието на замърсяването на космическото пространство върху кораби на ниска околоземна орбита и влиянието на слънчевата радиация на експлозиви на борда на спътника, тестове на GPS-оборудване. След около 50 часа автономен полет на разстояние от совалката до 72 км спътникът е отново прибран в товарния отсек.
По време на полета са осъществени две излизания в открития космос. Тяхната цел е отработване на методи по монтажи, които ще се използват при строежа на Международната космическа станция. Първото е осъществено от астронавтите Лерой Чао и Уинстън Скот, а във второто освен Чао участва и Даниел Бари. По време на второто астронавтът Скот изпитва нова система за терморегулация на скафандъра си в екстремни условия (температура до −75 °C).
По време на полета се провеждат медицински и биологични изследвания, както и на озоновия слой на атмосферата и върху точното измерване на разстоянието до Земята.

## Параметри на мисията
- Маса:
  - При старта: 112 182 кг
  - При кацане: 98 549 кг
  - Маса на полезния товар: 6510 кг
- Перигей: 185 км
- Апогей: 470 км
- Инклинация: 28,45°
- Орбитален период: 91,1 мин.

### Космически разходки
| № | Участници                | Начало                   | Край                     | Продължителност  |
| - | ------------------------ | ------------------------ | ------------------------ | ---------------- |
| 1 | Лерой Чао и Даниел Бари  | 15 януари 1996 05:35 UTC | 15 януари 1996 11:44 UTC | 6 часа 09 минути |
| 2 | Лерой Чао и Уинстън Скот | 17 януари 1996 05:40 UTC | 17 януари 1996 12:34 UTC | 6 часа 54 минути |

## Галерия
- Совалката на стартовата площадка.
- Екипажът след тренировка.
- „Захващането на SFU“.
- „Освобождаването“ на „ОАST-Flyer“.
- Астронавтът Лерой Чао работи в товарния отсек на совалката.
- Краят на мисията.